# Henri Abraham César Malan

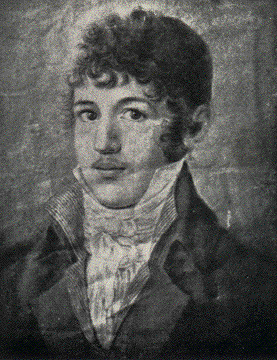
César Malan aos vinte anos de idade, cerca de 1807.

Henri Abraham César Malan (Genebra, 7 de julho de 1787 - Vandoeuvres, 18 de maio de 1864) foi um pastor e músico sacro protestante. 

## Juventude e Conversão
Embora alguns de seus antepassados tenham sido perseguidos em razão de sua fé, Malan cresceu em um ambiente dominado pelo Iluminismo, com pouca atenção para o Cristianismo. Sua mãe exerceu alguma influência a favor do Cristianismo em sua infância. Seu pai, porém, infundiu-lhe os conceitos de razão e bom senso típicos dos séculos XVIII e XIX.
Após completar sua educação básica, Malan partiu para Marselha, França, a fim de estudar administração. Porém, em pouco tempo trocou estes estudos pelo ministério. Ele foi ordenado pastor na Igreja de Genebra em 1810, aos vinte e três anos de idade. Naquele período havia uma forte influência do Unitarismo sobre aquela igreja. Somente seis anos após sua ordenação, em 1816, Malan converteu-se ao Cristianismo através da leitura de Romanos 6.10 e Efésios 2.8. Após ler estes textos Malan exclamou com alegria e segurança, "Sou salvo! Sou salvo!".

## Ministério
Após sua conversão Malan tornou-se um ardente evangelista. Suas pregações criaram animosidade com sua igreja. Malan foi proibido de pregar sobre a Predestinação e doutrinas relacionadas. Quando discordou destas ordens, ele foi destituído do ministério e expulso da Igreja de Genebra. Isso não o impediu de continuar no serviço cristão. Junto com um pequeno grupo Malan construiu uma capela no jardim de sua casa e ali pregou por 43 anos. Mais tarde eles aderiram a Igreja da Escócia na Suíça.
Após 1830, Malan envolveu-se em constantes viagens missionárias. Ele foi também o compositor de um grande número de hinos (mais de mil provavelmente. Malan é considerado um dos maiores escritores de hinos em francês), alguns ainda cantados hoje.

## Contatos com outros líderes Cristãos
Malan esteve em contato com diversos pastores e outros cristãos conhecidos em seu tempo. O evangelista escocês Robert Haldane foi uma de suas influências. D'Aubigné, autor de História da Reforma foi seu amigo. Malan recebeu Charles Haddon Spurgeon em Genebra em 1860. Uma de suas filhas casou-se com o missionário norte-americano James Cooley Fletcher.